# Маргарита Карола Саксонская
Маргарита Карола Вильгельмина Виктория Адельгейда Альбертина Петруса Бертрам Паула Саксонская (нем. Margarete Karola Wilhelmine Viktoria Adelheid Albertine Petrusa Bertram Paula von Sachsen; 24 января 1900, Дрезден — 16 октября 1962, Фрайбург-им-Брайсгау) — саксонская принцесса, дочь короля Фридриха Августа III и Луизы Австрийской.

## Жизнь
2 июня 1920 года в Щодре Маргарита Карола вышла замуж за принца Фридриха Гогенцоллерн-Зигмарингена, сына Вильгельма Гогенцоллерна и Марии Терезы Бурбон-Сицилийской. Через год младшая сестра Маргариты Каролы, Мария Алиса, вышла замуж за брата-близнеца Фридриха, Франца Йозефа.

## Дети
У Маргариты Каролы было семеро детей:
- Принцесса Мария Антония Гогенцоллерн (19 февраля 1921, Зигмаринген — 11 октября 2011, Зигмаринген) — замужем с 4 января 1942 года за графом Генрихом Марией фон Вальдбург цу Вольфегг унд Вальдзее (16 сентября 1911, Вольфегг — 25 мая 1972, Штутгарт), в браке родилось 10 детей:
  - Сидония (р. 1942), замужем, 1 сын
  - Софи (р. 1946), замужем 3 детей
  - Фридрих (1948-1999)
  - Йозеф (р. 1950)
  - Мария Маргарет (р. 1953)
  - Анна (р. 1954), замужем, 5 детей
  - Хьюберт (р. 1956)
  - Терезия (р. 1958)
  - Мария Якобе (р. 1960), замужем, 3 детей
  - Людмила (р. 1964), замужем, 3 детей
- Принцесса Мария Адельгунда Гогенцоллерн (19 февраля 1921, Зигмаринген — 23 мая 2006, Фрауэнфельд) — трижды замужем: 1) с 26 (31) августа 1942 (свадьба состоялась в Зигмарингене) за Константином Леопольдом Людвигом Адальбертом Георгом Тадеусом Йозефом Петрусом Йоганнесом Антониусом Францем фон Виттельсбахом, принцем Баварским (15 августа 1920 — 30 июля 1969), была его первой женой, брак расторгнут 14 июля 1948, аннулирован 24 марта 1950; 2) с 25 марта 1950 за Вернером Гессом (нем. Werner Hess) (род. 1907), разведены в 1962; 3) с 9 февраля 1973 за Хансом Хубером (нем. Hans Huber) (род. 1909).
  - Леопольд Баварский (род. 1943)
  - Адальберт Баварский[чеш.] (род. 1944)
  - Моника Елизавета Гесс (род. 1953)
  - Анжелика Диана Гесс (род. 1954)
- Принцесса Мария Терезия Гогенцоллерн (11 октября 1922, замок Зигмаринген — 13 декабря 2004) — замужем не была.
- Принц Фридрих Вильгельм Гогенцоллерн (3 февраля 1924, замок Умкирх — 16 сентября 2010) — наследник отца, женат с 3 февраля 1951 года на княжне (принцессе) Маргарите Илеане Виктории Александре цу Лейнинген (9 мая 1932, Кобург, Бавария — 16 июня 1996, Иберлинген, Баден-Вюртемберг), покончившая жизнь самоубийством.
  - Принц Карл Фридрих Гогенцоллерн (род. 20 апреля 1952), глава дома Гогенцоллерн-Зигмаринген (с 2010)
  - Принц Альбрехт Иоганнес Гогенцоллерн (род. 3 августа 1954), женат на Натали Рокабадо де Виетс и имеет двух детей
  - Принц Фердинанд Гогенцоллерн (род. 14 февраля 1960), женат на графине Илоне Кальноки фон Кёрёшпатак и имеет троих детей.
- Принц Франц Йозеф Гогенцоллерн (15 марта 1926, замок Умкирх — 13 марта 1996, Зигмаринген) — женат дважды: 1) с 15 июля 1950 на княжне (принцессе) Марии Фердинанде фон Турн-и-Таксис (род. 19.12.1927), разведены в 1954 (?1951); 2) с 15 марта 1955 на принцессе Диане Маргарите Бурбон-Пармской (род.22.05.1932), разведены в 1961 (это её первый брак):
  - Александр (род. 2 июня 1957) - от второго брака
- Принц Иоганн Георг Гогенцоллерн (род. 31 июля 1932, замок Зигмаринген — 2 марта 2016 года, Мюнхен) — был женат с 25 мая 1961 на Биргитте Ингеборге Алисе Бернадот, принцессе Шведской (1937—2024). В браке родились два сына и дочь.
  - Принц Карл Кристиан Гогенцоллерн (род. 5 апреля 1962, Мюнхен) женат с 1999 года на Николь Элен Нестич (род. 22 января 1968), у них один сын
  - Принцесса Дезире Гогенцоллерн (род. 27 ноября 1963, Мюнхен), в первом браке с 1990 года (развод в 2002) за Генрихом Георгом Францем (род. 1956), графом Ортенбург (трое детей), во втором в 2004 году за Экбертом Боленом унд Хальбах (род. 1956)
  - Принц Хубертус Гогенцоллерн (род. 10 июня 1966, Мюнхен), женат с 2000 года на Марии Ута Кениг (род. 25 февраля 1964), от брака с которой у него сын и дочь
- Принц Ферфрид Гогенцоллерн (род. 14 апреля 1943, замок Умкирх) — женат трижды (все браки морганатические), в которых родилось 4 детей: 
  - Валери Александра Генриетта Маргарита (род. 10 апреля 1969)
  - Стефани Микаэла Сигрид Биргитта (род. 8 мая 1971)
  - Генриетта Аннабель Габриэле Адриенна (род. 26 марта 1978)
  - Мориц Иоганн Аксель Питер Мейнрад (род. 5 мая 1980)

## Титулы и стили
- 24 января 1900 — 2 июня 1920: Её Королевское Высочество принцесса Маргарита Карола Саксонская, герцогиня Саксонская
- 2 июня 1920 — 22 октября 1927: Её Королевское Высочество наследная принцесса Гогенцоллернская
- 22 октября 1927 — 16 октября 1962: Её Королевское Высочество принцесса Гогенцоллернская